# アンナ・マクダレーナ・バッハ

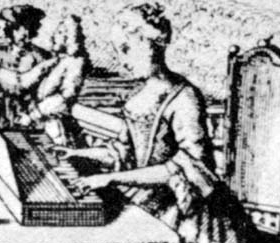
アンナ・マクダレーナ・バッハ

アンナ・マクダレーナ（マグダレーナ）・バッハ（Anna Magdalena Bach, 1701年9月22日 - 1760年2月22日または2月27日 ライプツィヒ、旧姓ヴィルケ Wilcke）は、ヨハン・ゼバスティアン・バッハの後妻で、ドイツの声楽家、作曲家。

## 生涯
ザクセン＝ヴァイセンフェルス公の宮廷トランペット奏者、ヨハン・カスパール・ヴィルケと、オルガニストの娘であったマルガレータ・エリーザベトの7人兄弟の末子（姉5人、兄1人）としてツァイツに生れる。1718年2月頃、父と共にヴァイセンフェルスに移っている。
1720年には、アンハルト＝ケーテン侯レオポルトの宮廷ソプラノ歌手としてケーテンでは有名だった。同地で1717年より宮廷楽長を務めるヨハン・ゼバスティアン・バッハと知り合いとなるが、ヴィルケ家とバッハ家は、音楽家同士として早くから交流があった可能性が高い。1721年9月には、ケーテンである子供の代父母としてJ.S.バッハとともに名を連ねている。1721年12月3日にレオポルト候の許可を得て、バッハの自宅でバッハとの結婚式が行われた。バッハは前の年に先妻のマリア・バルバラを亡くしており、アンナと再婚した時には4人の子供を抱えていた。
バッハとの間に、1723年から1742年までおよそ20年にわたって13人の子をなしたが、そのうち7人は早世している。生き延びた子のうち、作曲家として名をあげたのが、ヨハン・クリストフ・フリードリヒ・バッハとヨハン・クリスティアン・バッハであった。
バッハとは16歳の年齢差があったが、共通する音楽への関心によって結ばれ（1730年にバッハが友人に送った手紙には「今の私の妻はなかなかよい澄んだソプラノを歌うゆえに」と綴っている）、幸せな家庭生活を送ったとされており、しばしばバッハの浄書稿や筆写譜の作成に協力した。このためアンナの筆跡は、時を経るにつれて、次第に夫に似るようになったと言われている。
バッハの死後1750年には、成人した息子たちはそれぞれ独立しており（未成年のクリスチャンは裕福な次男カール・フィリップに引き取られた）、アンナは2人の未婚の娘と同居を続けた。娘たちはアンナに尽くしたが、自立した息子たちから経済的に援助を受けていたという形跡は見られず、寡婦や未婚の女性たちと同じく、当時の慣習に従ってライプツィヒ市当局やライプツィヒ大学からの支援、臨時の寄付等により慎ましく余生を送ったようである。

## アンナ・マクダレーナ・バッハの音楽帳
この名で知られる手稿譜は2つ存在し、それぞれ1722年と1725年に書き始められている。

### 1722年の音楽帳
含まれる作品は以下のとおり。
- フランス組曲の第1番から第5番。ただし最初の3曲が記入された部分の一部が脱落して、不完全な状態になっている。第2番と第3番のメヌエットは他と離れて、おそらく後から追加された形で記されている。
- Fantasia pro Organo (BWV 573)
- Air mit Variationen c-Moll (BWV 991)
- Choralvorspiel über: Jesus meine Zuversicht (BWV 728)
- Menuett (BWV 841)

### 1725年の音楽帳
1725年のものに含まれる作品は以下のとおり。他の作曲家の作品も取り入れらているが、作曲家の名を記していない。
1. パルティータ イ短調 BWV.827 作曲：ヨハン・ゼバスティアン・バッハ [クラヴィーア曲]
2. パルティータ ホ短調 BWV.830 作曲：ヨハン・ゼバスティアン・バッハ [クラヴィーア曲]
3. メヌエット ヘ長調 BWV Anh.113 作曲者不詳 [クラヴィーア曲]
4. メヌエット ト長調 BWV Anh.114 作曲：クリスティアン・ペツォールト [クラヴィーア曲]
5. メヌエット ト短調 BWV Anh.115 作曲：クリスティアン・ペツォールト [クラヴィーア曲]
6. ロンドー〈田園詩〉（クラヴサン曲集 第2巻より） 変ロ長調 BWV Anh.183 作曲：フランソワ・クープラン [クラヴィーア曲]
7. メヌエット ト長調 BWV Anh.116 作曲者不詳 [クラヴィーア曲]
8a. ポロネーズa稿 ヘ長調 BWV Anh.117a 作曲者不詳 [クラヴィーア曲]
8b. ポロネーズb稿 ヘ長調 BWV Anh.117b 作曲者不詳 [クラヴィーア曲]
9. メヌエット 変ロ長調 BWV Anh.118 作曲者不詳 [クラヴィーア曲]
10. ポロネーズ ト短調 BWV Anh.119 作曲者不詳 [クラヴィーア曲]
11. コラール「ただ尊き神にすべてを委ね」BWV.691 作曲：ヨハン・ゼバスティアン・バッハ [3声のクラヴィーア曲]
12. コラール「己が平安に帰りて静まれ」 ヘ長調 BWV.510 作曲：ヨハン・ゼバスティアン・バッハ [4声のクラヴィーア曲]
13a. コラール「己が平安に帰りて静まれ」 ト短調 BWV.511 作曲：ヨハン・ゼバスティアン・バッハ [歌詞入りの伴奏譜]
13b. コラール「己が平安に帰りて静まれ」 ホ短調 BWV.512 作曲：ヨハン・ゼバスティアン・バッハ [歌詞入りの伴奏譜]
14. メヌエット イ短調 BWV Anh.120 作曲者不詳 [クラヴィーア曲]
15. メヌエット ハ短調 BWV Anh.121 作曲者不詳 [クラヴィーア曲]
16. マーチ ニ長調 BWV Anh.122 作曲：カール・フィリップ・エマヌエル・バッハ [クラヴィーア曲]
17. ポロネーズ ト短調 BWV Anh.123 作曲：カール・フィリップ・エマヌエル・バッハ [3声のクラヴィーア曲]
18. マーチ ト長調 BWV Anh.124 作曲：カール・フィリップ・エマヌエル・バッハ [クラヴィーア曲]
19. ポロネーズ ト短調 BWV Anh.125 作曲：カール・フィリップ・エマヌエル・バッハ [クラヴィーア曲]
20a. アリア「パイプにおいしい煙草を詰めて」 ニ短調 BWV.515a 作曲者不詳（ヨハン・ゴットフリート・ベルンハルト・バッハという説あり） [クラヴィーア曲]
20b. アリア「パイプにおいしい煙草を詰めて」 ト短調 BWV.515b 作曲者不詳（ヨハン・ゴットフリート・ベルンハルト・バッハという説あり） [歌詞入りの伴奏譜]
20c. 「ある喫煙家のさまざまな思いつき」 [歌詞のみ]
21. ベーム氏のメヌエット ト長調 作曲者不詳（ゲオルク・ベームという説あり） [クラヴィーア曲]
22. ミュゼット ニ長調  BWV Anh.126 作曲者不詳 [クラヴィーア曲]
23. マーチ 変ホ長調 BWV Anh.127 作曲者不詳（カール・フィリップ・エマヌエル・バッハという説あり） [クラヴィーア曲]
24. ポロネーズ ニ短調 BWV Anh.128 作曲者不詳 [クラヴィーア曲]
25a. アリア「汝が我がそばに居てくれるのなら」 変ホ長調 BWV.508 作曲：ゴットフリート・ハインリヒ・シュテルツェル [クラヴィーア伴奏譜付きの歌詞入り声楽譜]
25b. アリア「汝が我がそばに居てくれるのなら」 変ホ長調 BWV.508 作曲：ゴットフリート・ハインリヒ・シュテルツェル [歌詞入りの伴奏譜]
26.「ゴルトベルク変奏曲」のアリア ト長調 BWV.988 作曲：ヨハン・ゼバスティアン・バッハ [3声のクラヴィーア曲]
27. チェンバロの独奏曲 変ホ長調 BWV Anh.129 作曲：カール・フィリップ・エマヌエル・バッハ [クラヴィーア曲]
28. ポロネーズ ト長調 BWV Anh.130 作曲：ヨハン・アドルフ・ハッセ [クラヴィーア曲]
29. 前奏曲第1番「平均率クラヴィーア曲集第1番」よりプレリュード ハ長調 BWV.846 作曲：ヨハン・ゼバスティアン・バッハ [3声のクラヴィーア曲]
30. フランス組曲 ニ短調 BWV.812 作曲：ヨハン・ゼバスティアン・バッハ [クラヴィーア曲]
31.フランス組曲 ハ短調 BWV.813 作曲：ヨハン・ゼバスティアン・バッハ [クラヴィーア曲]
32. 無題 ヘ長調 BWV Anh.131 作曲者不詳 [クラヴィーア曲]
33. アリア「なにゆえに汝は憂いを覚え」 ヘ短調 BWV Anh.516 作曲者不詳 [歌詞入りの伴奏譜]
34. レチタティヴォ「われは足れり」〜アリア「まどろめよ、疲れし眼」 ト長調 BWV.82 作曲：ヨハン・ゼバスティアン・バッハ [クラヴィーア伴奏譜付きの歌詞入り声楽譜]
35. コラール「神よ、我をみ心のままに」 ハ長調 BWV.514 作曲者不詳 [歌詞入りの伴奏譜]
36. メヌエット ニ短調 BWV Anh.132 作曲者不詳 [クラヴィーア曲]
37a. ジョヴァンニーニのアリア「汝の心を我に捧げなば」 変ホ長調 BWV.518 作曲：ヨハン・ゼバスティアン・バッハ [クラヴィーア伴奏譜付きの歌詞入り声楽譜]
37b. ジョヴァンニーニのアリア「汝の心を我に捧げなば」 変ホ長調 BWV.518 作曲：ヨハン・ゼバスティアン・バッハ [歌詞入りの伴奏譜]
38. アリア「まどろめよ、疲れし眼」 *No.34のアリア
39. コラール「汝、主のために我は歌わん」 変ホ長調 BWV.299 作曲：ヨハン・ゼバスティアン・バッハ [歌詞入りの4声の声楽曲]
40. コラール「我が幸いのいかばかりぞや、おお、わが魂の桂愚よ」 ヘ長調 BWV.517 作曲：ヨハン・ゼバスティアン・バッハ [歌詞入りの伴奏譜]
41a. アリア「わが魂よ、とくと思いみよ」 変ホ長調 BWV.509 作曲者不詳 [クラヴィーア伴奏譜付きの歌詞入り声楽譜]
41b. アリア「わが魂よ、とくと思いみよ」 変ホ長調 BWV.509 作曲者不詳 [歌詞入りの伴奏譜]
42. コラール「おお永遠、そは雷のことば」 ヘ長調 BWV.513 作曲：ヨハン・ゼバスティアン・バッハ  [歌詞入りの伴奏譜]
43. 婚礼の詩 （原稿はアンナ・マグダレーナによる）
44. 通奏低音の規則 （原稿執筆者不明、ヨハン・ゼバスティアン・バッハと思われる）
45. 通奏低音の規則 （原稿はアンナ・マグダレーナによる）

## アンナ・マクダレーナ・バッハの日記
アンナ・マグダレーナ・バッハの著とされていた『バッハの思い出』は、Esther Meynellが1925年に出版した "The Little Chronicle of Magdalena Bach" が原著である。著者は偽書を意図したわけではなく、あくまで創作（フィクション）として発表している（1925年米ガーデンシティーで出版されたDoubleday, Page & Co.版には著者名が明記されており、巻末には「バッハの生涯をよく知る人が読めば本書のいくつかのエピソードが想像の産物であることがわかるだろう」と付記されている）。事実関係については1925年時点でのバッハ研究の成果を反映しているが、現時点では誤りも散見される。おそらく本書が独訳されてドイツで出版されたとき、著者名を伏せたところから錯誤が生じたと考えられる（Oxford Composer Companions J.S.Bachには、本書は1925年、ロンドンで匿名で出版されたという記述がある）。ドイツ人にとっては、本書がフィクションであることは自明だったが、これを読んだ日本人が本当にアンナ・マグダレーナが著したものと誤解し、独語版から翻訳した。現在でもまだ日本ではアンナ・マグダレーナが著したかのような体裁で出版されているので注意が必要である。
参考リンク
- あんな本はいらない――ペツォルト：2つのメヌエット

## 映画「アンナ・マクダレーナ・バッハの年代記」
フランス出身の映画監督ジャン＝マリー・ストローブとダニエル・ユイレが西ドイツとイタリアで共同製作した作品。1967年発表。大作曲家の半生と日常を、妻の視点と声を交えてつづった映像作品として有名。18世紀の生活習慣や演奏風景を再現するため、コレギウム・アウレウム合奏団のほか、ボブ・ファン・アスペレンやニコラウス・アーノンクール、アウグスト・ヴェンツィンガーなど、当時の古楽器演奏家や古楽演奏家が、当時の衣装を着けて出演した。こんにちの古楽演奏の水準からすると、歴史考証の点で隔世の感があるのは否めない。しかし、バッハを演ずるグスタフ・レオンハルトの威厳ある演技と演奏は、現在でも評価が高い。タイトル・ロールはクリスティアーネ・ラングが演じている。偽書『アンナ・マクダレーナ・バッハの日記』との混同を避けるために、日本語版のビデオやDVDでは上のような訳になっているが、原題（Chronik der Anna Magdalena Bach）に基づく「アンナ・マクダレーナ・バッハの日記」という呼び名でも依然として定着している（近年の上映時もこの名称が用いられている）。